# Unterwohlsbach
Unterwohlsbach ist ein Stadtteil der oberfränkischen Stadt Rödental im Landkreis Coburg. Am 1. Januar 1971 gehörte Unterwohlsbach neben den damaligen Gemeinden Einberg, Kipfendorf, Mönchröden, Oeslau und Rothenhof zu den „Gründungsgemeinden“ Rödentals. 

## Geographie
Unterwohlsbach liegt sieben Kilometer nordöstlich von Coburg im Itztal. Durch den Ort fließt der rechte Itzzufluss Fornbach. Die Bundesstraße 4 führt nördlich an Unterwohlsbach vorbei. Die Kreisstraße CO 17 nach Lautertal und eine Gemeindeverbindungsstraße nach Fornbach beginnen in Unterwohlsbach.

## Geschichte
Die erste urkundliche Erwähnung Unterwohlsbachs war im Jahr 1152 als „Wolveswach“. Güter und Rechte besaß das Kloster Mönchröden in Unterwohlsbach. In der Nähe lag vermutlich die Burg, nach der sich die Grafen von Wohlsbach benannten. Ab 1338 war die Siedlung in Besitz der Grafen von Lossau.
Anfang des 14. Jahrhunderts lag Unterwohlsbach im Herrschaftsbereich der Henneberger. 1353 kam der Ort mit dem Coburger Land im Erbgang zu den Wettinern und war somit ab 1485 Teil des Kurfürstentums Sachsen, aus dem später das Herzogtum Sachsen-Coburg hervorging.
Zwischen sechs wehrfähigen Männern im Jahr 1445 und 13 im Jahr 1618 lebten in dem Ort.
Die Itzmühle wurde ab 1835 als Massemühle zum Vermahlen von Ton, Kalk und Kaolin betrieben. Später war es eine Schneidemühle zur Zurichtung von angeliefertem Holz, aus der sich ein Sägewerk entwickelte. 1845 errichtete Unterwohlsbach zusammen mit Oberwohlsbach dort ein Schulhaus, das 1971 abgerissen wurde.
In einer Volksbefragung am 30. November 1919 stimmten sechs Unterwohlsbacher Bürger für den Beitritt des Freistaates Coburg zum thüringischen Staat und 50 dagegen. Somit gehörte ab dem 1. Juli 1920 Fischbach zum Freistaat Bayern.
Am 1. April 1928 wurde Rosenau nach Unterwohlsbach eingegliedert.
Am 1. Januar 1971 schloss sich Unterwohlsbach mit den Gemeinden Einberg, Kipfendorf, Mönchröden, Oeslau und Rothenhof zur Einheitsgemeinde Rödental zusammen.
1972 wurden in Unterwohlsbach bei Bauarbeiten über 4000 kleine Münzen aus dem 13. Jahrhundert in der Nähe eines alten Flussübergangs gefunden.

## Einwohnerentwicklung
| Jahr | Einwohner |
| ---- | --------- |
| 1856 | 153       |
| 1910 | 195       |
| 1933 | 222       |
| 1939 | 238       |
| 1950 | 470       |
| 1960 | 399       |
| 1969 | 382       |
| 2010 | 244       |